# François Bossuet (dit Bossuet le riche)
 (mars 2024).
La mise en forme du texte ne suit pas les recommandations de Wikipédia : il faut le « wikifier ».
Les points d'amélioration suivants sont les cas les plus fréquents. Le détail des points à revoir est peut-être précisé sur la page de discussion.
- Les titres sont pré-formatés par le logiciel. Ils ne sont ni en capitales, ni en gras.
- Le texte ne doit pas être écrit en capitales (les noms de famille non plus), ni en gras, ni en italique, ni en « petit »…
- Le gras n'est utilisé que pour surligner le titre de l'article dans l'introduction, une seule fois.
- L'italique est rarement utilisé : mots en langue étrangère, titres d'œuvres, noms de bateaux, etc.
- Les citations ne sont pas en italique mais en corps de texte normal. Elles sont entourées par des guillemets français : « et ».
- Les listes à puces sont à éviter, des paragraphes rédigés étant largement préférés. Les tableaux sont à réserver à la présentation de données structurées (résultats, etc.).
- Les appels de note de bas de page (petits chiffres en exposant, introduits par l'outil «  Source ») sont à placer entre la fin de phrase et le point final[comme ça].
- Les liens internes (vers d'autres articles de Wikipédia) sont à choisir avec parcimonie. Créez des liens vers des articles approfondissant le sujet. Les termes génériques sans rapport avec le sujet sont à éviter, ainsi que les répétitions de liens vers un même terme.
- Les liens externes sont à placer uniquement dans une section « Liens externes », à la fin de l'article. Ces liens sont à choisir avec parcimonie suivant les règles définies. Si un lien sert de source à l'article, son insertion dans le texte est à faire par les notes de bas de page.
- La présentation des références doit suivre les conventions bibliographiques. Il est recommandé d'utiliser les modèles {{Ouvrage}}, {{Chapitre}}, {{Article}}, {{Lien web}} et/ou {{Bibliographie}}. Le mode d'édition visuel peut mettre en forme automatiquement les références.
- Insérer une infobox (cadre d'informations à droite) n'est pas obligatoire pour parachever la mise en page.

Pour une aide détaillée, merci de consulter Aide:Wikification.
Si vous pensez que ces points ont été résolus, vous pouvez retirer ce bandeau et améliorer la mise en forme d'un autre article.
À ne pas confondre avec François-Antoine Bossuet (1798-1889), peintre belge
Pour les articles homonymes, voir François Bossuet et Bossuet.
François Bossuet (Auxonne, 1600-Paris, 1675), dit "Bossuet le riche" ou "François Bossuet de Villers" était "Président à la Cour des aides de Cahors", « conseiller, secrétaire du roy, maison et couronne de France et de ses finances, du nombre et college des six vingtz des Finances », cousin de Jacques-Bénigne Bossuet, évêque de Meaux.
Durant plus de 30 ans, il va accumuler une fortune considérable, qu'il perdra en totalité après la chute de Nicolas Fouquet en 1661, et durant les années qui suivent. Guy Patin cite Bossuet le riche comme l'un des grands financiers du royaume, au même titre que le maréchal d'Effiat, Bullion, Bouthillier, Fieubet, le président de Maisons, Abel Servien, ou d'Emery. On peut aussi évoquer un Barthélémy Hervart. Bossuet le riche gravite donc dans les premiers cercles du pouvoir.

## La famille de François Bossuet

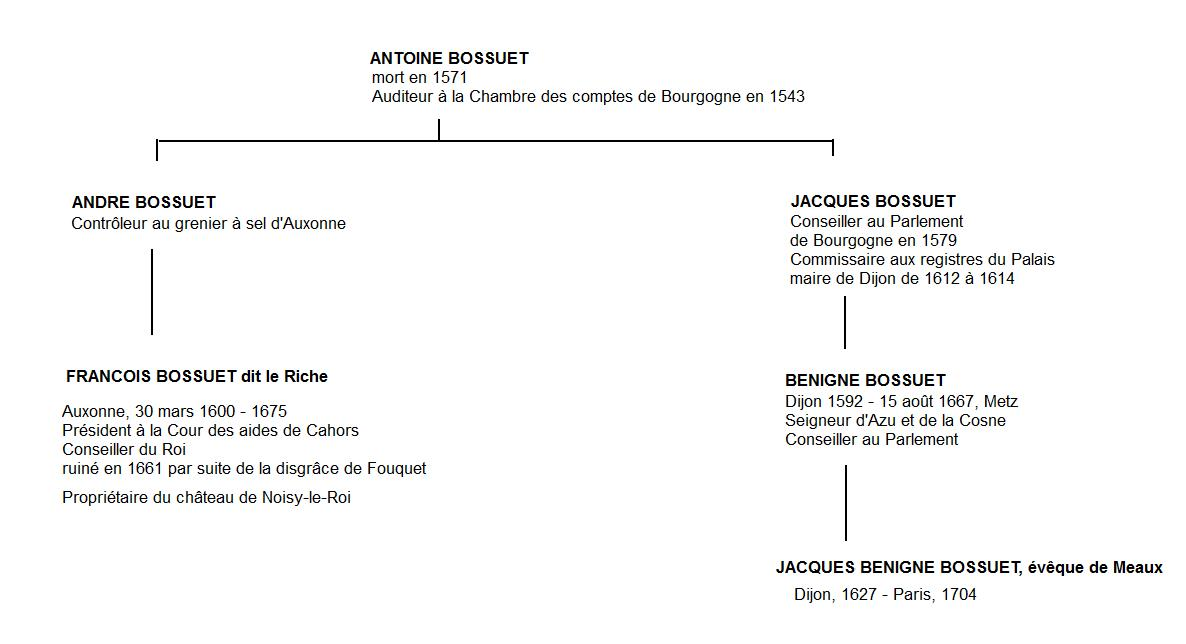
Arbre généalogique simplifié des Bossuet

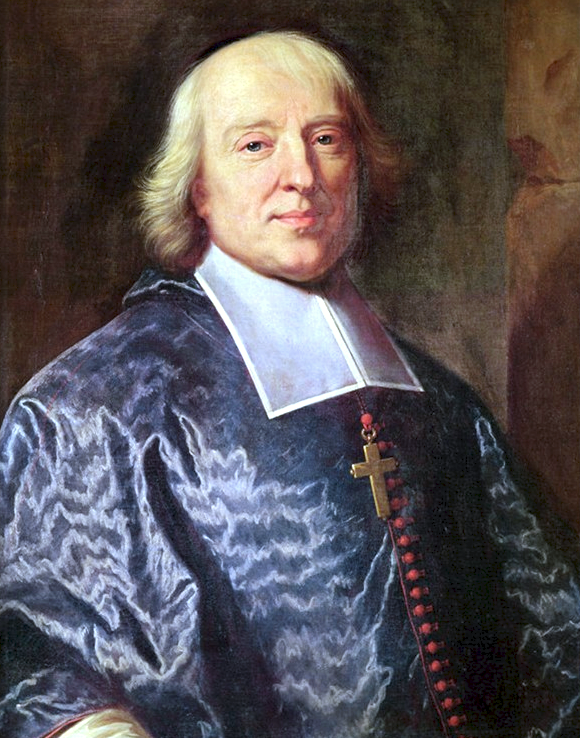
Jacques-Bénigne Bossuet, cousin de François Bossuet

Antoine Bossuet, mort en 1571, était auditeur à la Chambre des comptes de Bourgogne en 1543. Il avait eu deux fils : Jacques Bossuet et André Bossuet.
- Jacques Bossuet était conseilleur au Parlement de Bourgogne en 1579, commissaire aux registres du Palais, maire de Dijon de 1612 à 1614.

Il fut le père de Bénigne Bossuet (1592-1667), seigneur d'Azu et de la Cosne, conseiller au Parlement.
Bénigne Bossuet était lui-même le père de l'évêque de Meaux (1627-1704). Jacques était donc le grand-père du grand Bossuet.
- André Bossuet, contrôleur au grenier à sel d'Auxonne, fut le père de François Bossuet (1600-1675), dit le Riche, objet de la présente étude. Le grand Bossuet et François Bossuet étaient donc cousins. Mais François Bossuet était de la génération précédente.

François Bossuet était donc le fils d'André Bossuet et de Marguerite Margeret, et fut baptisé à Auxonne le 1er mars 1600.
François Bossuet fut reçu le 7 mai 1627 comme conseiller secrétaire du roi, maison et couronne de France.
Il se marie avec Marguerite de Bauvran, dont il sera veuf.
Il avait eu de son mariage un fils, qu'il perdit, ainsi que deux filles, Marguerite et Elisabeth.
François Bossuet marie fort bien ses deux filles : 
- Marguerite Bossuet (décédée en 1716), mariée le 27 juillet 1653 avec Nicolas Melliand, conseiller au grand conseil et maître des requêtes, ; De ce mariage était née une fille unique, Marguerite Melliand. Nicolas Melliand étant mort en 1659, sa veuve se remaria le 26 décembre 1663 à Cyprien Perrot (1626-1693), chevalier, seigneur de la cour, conseiller du roi en ses conseils et maître des requêtes[2].
- et en 1658 son autre fille, Elisabeth Bossuet, avec Armand-Léon Le Bouthillier de Chavigny (vers 1628-1684), marquis de Pont-sur-Seine, fils de Léon Bouthillier et petit-fils de ministres, dit le comte de Chavigny.

François Bossuet était le cousin du grand Bossuet, évêque de Meaux, el fut pour beaucoup dans son avancement, en le présentant aux personnages des plus haut placés à la cour qu'il recevait chez lui, et qui, reconnaissant le génie naissant du futur aigle de Meaux, lui procurèrent les dignités si éminentes dont il fut revêtu dans la suite et qu'il soutint avec tant d'éclat et de grandeur.

## Une fortune accumulée pendant 30 années

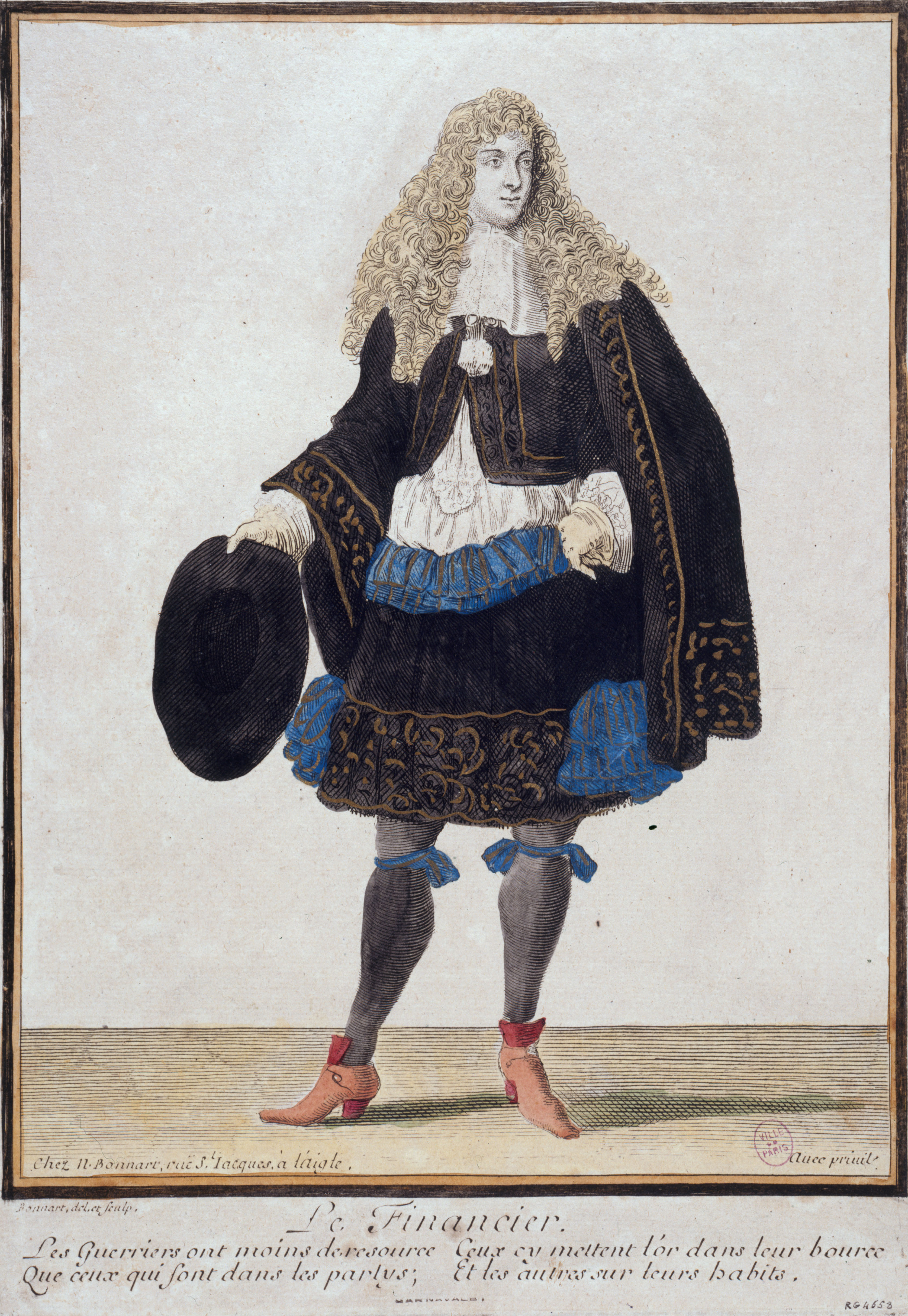
Gravure d'un financier, XVIIe siècle

François Bossuet possède, en 1627, toutes les bonnes places de son père André en Bourgogne.
Mais, en 1630, c’est une des plus hautes charges de l’administration centrale monarchique qu’il ose acheter, au prix colossal d’1,5 million de livres environ la charge de secrétaire ordinaire au Conseil d’État. Un biographe de Bossuet cite lui la somme de 1,4 million de livres pour l'acquisition de cette charge de Secrétaire du Conseil des Finances. Il faut donc considérer ce montant colossal comme fiable, et qui démontre la fortune considérable atteinte par le financier.
Et non content de conserver en sus les offices provinciaux qui rapportent le plus, greffe du Comté d’Auxonne, greffé du Bailliage d’Auxonne, greffe de la Chambre des comptes de Dijon, présidence de la Cour des Aides de Cahors, il se fait, sous des noms d’emprunt, sous-traitant, associé de traitant, fermier des gabelles du Lyonnais et du Languedoc . Il fut également prêteur d’argent des nobles dans la gêne, acquéreur, au mieux, de vingt terres seigneuriales tout autour de Paris. Ce François Bossuet est l’un des meilleurs types historiques du maximum d’enrichissement possible aux « parvenus » de l’Ancien Régime.
Un édit de décembre 1635 ayant créé de nouveaux offices de conseillers secrétaires du roi, maison et couronne de France, et de ses Finances, François Bossuet fut pourvu, le 18 décembre 1636, de l'un de ses offices.
En 1636, François Bossuet est mentionné comme "conseiller et secrétaire du roi, avocat en son conseil privé, demeurant rue des Vieilles-Étuves", à l'emplacement de l'actuel Centre Pompidou Beaubourg.
En 1648, une mention indique que François Bossuet paraît résider "rue neuve Montmartre", dépendant de la paroisse Saint-Eustache.

## Au service de Mazarin

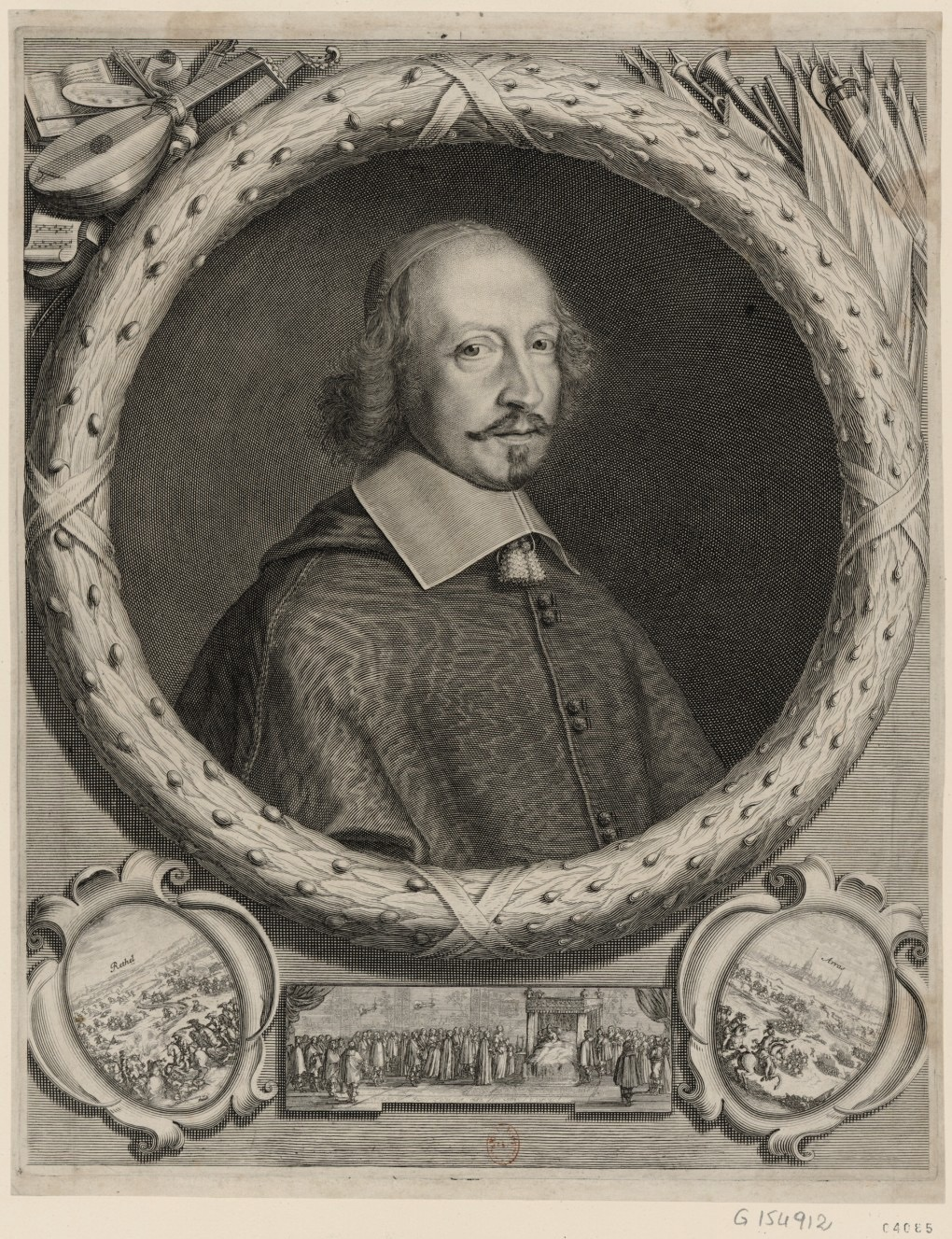
Portrait du cardinal Mazarin, par Robert Nanteuil, 1656

François Bossuet fit une carrière exceptionnelle auprès de Mazarin dont il était l'un des hommes de confiance.
Il paraît être secrétaire du Conseil des finances de 1652 à 1661.
Il devait donc être d'une grande efficacité si Mazarin l'a conservé près de lui durant toutes ses années.
En 1658 - 1659, il y avait quatre secrétaires ordinaires du conseil d'Etat, direction et finances, savoir : 1. Catelan 2.Boüer, seigneur des Fontaines, 3. François Bossuet ; 4. Galland.
Il acquit en capitaux une fortune colossale qui le fit surnommer "Bossuet le riche" en même temps que des possessions seigneuriales prestigieuses acquises auprès de seigneurs endettés de l’époque tels que les Montmorrency , les Lévis ou les Gondi.
Ainsi il était seigneur et propriétaire de domaines prestigieux tels que Marly le Château (devenu Marly le Roi), Bailly, Noisy les Essarts (devenu Noisy le Roi), Louveciennes ou encore Ville d’Avray et bien d’autres.
Il prend, sous un prête-nom, à ferme les gabelles du Languedoc, et aussi les traites étrangères, où il s'y commit des malversations qu'on lui imputa, ainsi qu'à son gendre, le maître des requêtes Méliand, intendant en Languedoc.

On connaît une lettre de Mazarin, favorable depuis longtemps à Bossuet de Villers, du 17 octobre 1658  qui présente Bossuet le Riche sous un jour assez décrié : 
« Je ne doute point que vos ennemis ne publient beaucoup de choses à votre préjudice, qui ne sont pas véritables, mais je vous dirai franchement que c’est un malheur étrange qu’en quelque part que vous alliez, on peste toujours contre vous. Je vous avoue que cela  me fait peine, vous affectionnant et vous croyant bien intentionné. Je voudrais bien que, une fois pour toutes, vous eussiez confondu ceux qui s’attachent ainsi à vous décrier. »
Bossuet le riche est un bon exemple de ces « traitants » qui ont brassé de multiples affaires pour le compte de la monarchie en proie, après 1630 surtout, en raison des guerres qui opposaient la France aux puissances Habsbourg, à de constantes difficultés financières.

## La fortune colossale de "Bossuet le riche" (autour de 4 millions de livres?)

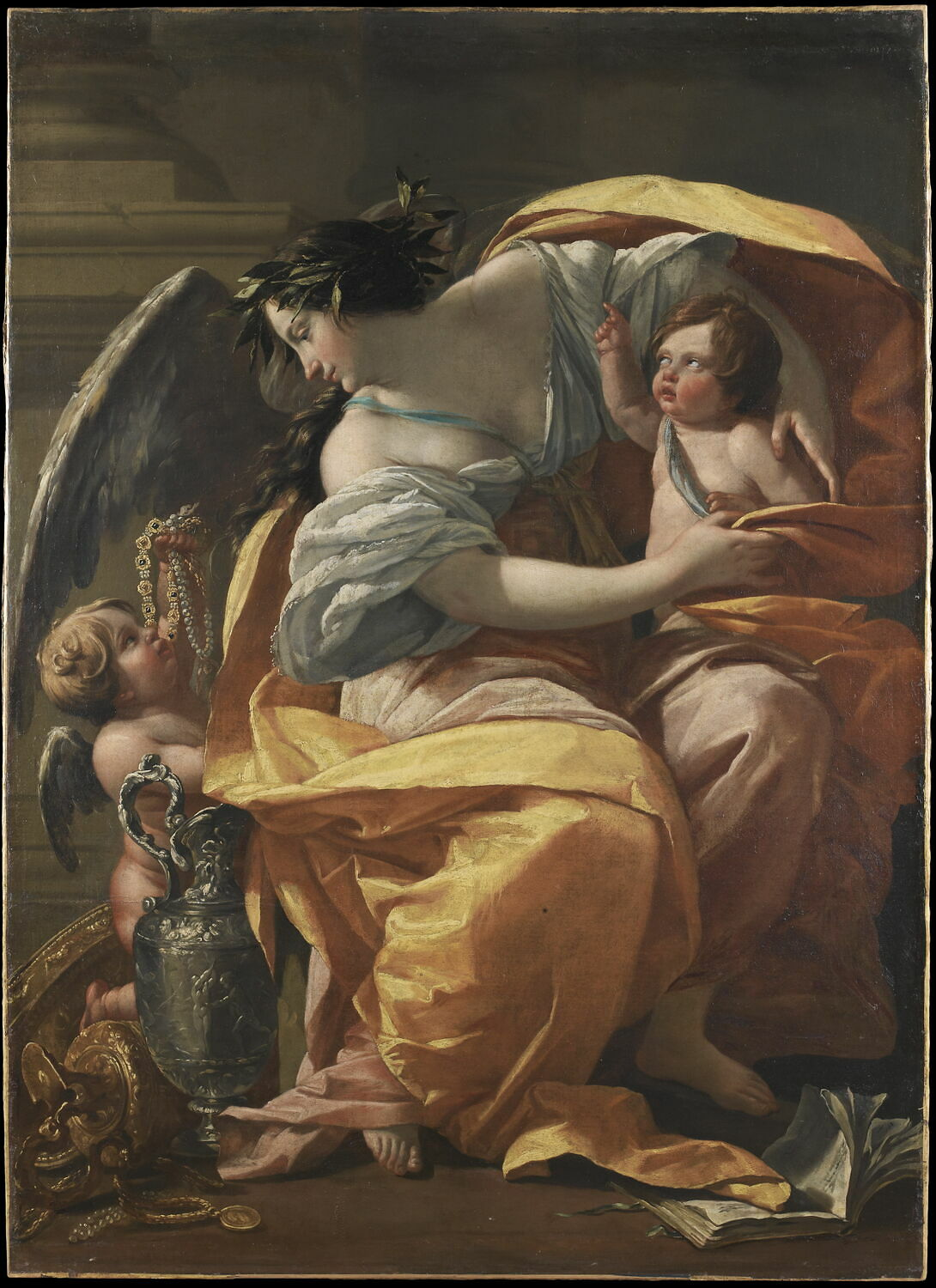
Simon Vouet, Allégorie de la Foi et du Mépris des Richesses, vers 1638-1640, musée du Louvre, INV 8500 ; MR 2713

Durant plus de 30 ans - dès 1627 et jusqu'à la chute de Fouquet en 1661 - François Bossuet a accumulé une fortune considérable, et il était ainsi "Président à la Cour des aides de Cahors", pour finir avec le titre prestigieux de "Conseiller du Roy en ses conseils, secrétaire du Conseil d'Etat et direction et finances de Sa Majesté".
Grâce à sa fortune, il fit l'acquisition de nombreuses baronnies et seigneuries.
Le chiffre d'un patrimoine total de 4 millions de livres est avancé par un biographe de Jacques Bénigne Bossuet. C'est évidemment une somme colossale pour le milieu du XVIIe siècle. Mazarin a réussi à détourner en 8 ans à son propre profit environ 40 millions de livres. Bossuet le riche a donc pu amasser 4 millions de livres en près de 30 ans, ce qui paraît crédible, eu égard au fait que sa charge de Secrétaire du Conseil des Finances lui a déjà coûté près de 1,5 million de livres. Nicolas Fouquet avait lui réussi à accumuler 15 millions d'actif, mais tout autant de passif, comme l'a démontré l'historien Daniel Dessert. Tous ces chiffres, et leur comparaison, permettent de mieux comprendre la place de première importance de Bossuet le riche dans la gestion des finances de la France entre 1630 et 1660.
D'ailleurs, ce n'est pas pour autant que cette fortune puisse avoir été mal acquise. L'historien Daniel Dessert explique la place des publicains, des financiers dans le système de l'Ancien Régime. Il faut des intermédiaires prêts à investir et faire lien entre la Monarchie et des prêteurs privés qui préfèrent rester anonyme. De plus, en temps de guerre, il faut sans cesse que l'Etat trouve des recettes nouvelles pour soutenir l'effort militaire. Bossuet le riche ne doit donc pas forcément être vu comme un financier qui ruinerait l'Etat, mais plutôt sans doute un financier qui soutient les nécessités financières exceptionnelles du temps, quand bien même il s'enrichit sur ses opérations. Une étude complète sur ses activités financières permettrait d'en savoir plus.  

### 1650: Seigneur de la Baronnie de Villers-les-Pots
En 1650, il est seigneur de la Baronnie de Villers les Pots, lieu de sa région natale.
À partir de ce moment il se fait appeler "François Bossuet de Villers".

### 1656: L'acquisition de la baronnie de Marly, du château de Noisy et des seigneuries de Noisy, Bailly et des Essarts

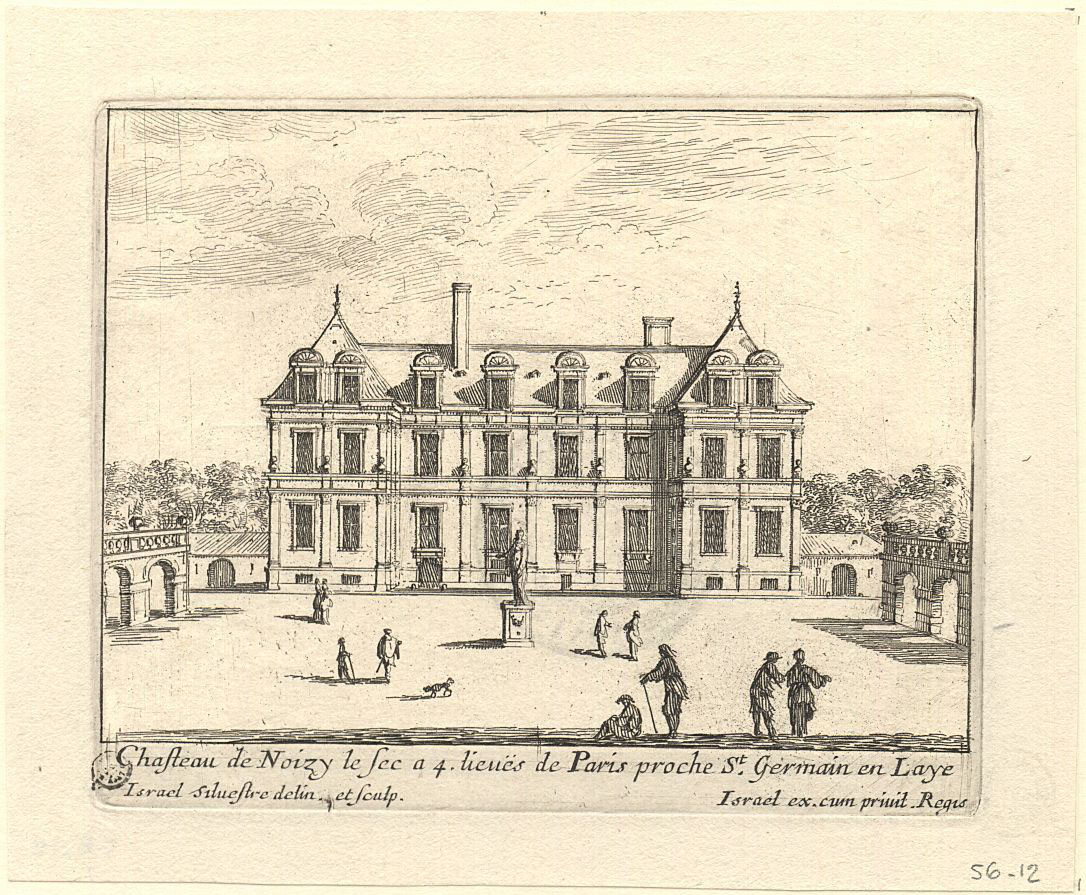
Le château de Noisy-le-Roi, propriété de François Bossuet

Il achète en 1656  la baronnie de Marly-le-Châtel, futur Marly-le-Roi, que Louis XIV rachètera en 1676, juste après sa mort, pour y édifier le somptueux château de Marly. De cette baronnie dépendaient les seigneuries de Bailly, de Noisy, Louveciennes, Ville-d'Avray, et les hautes justices.
La quasi totalité des seigneuries de la demi couronne située au nord de Versailles, jusqu’à la Seine (le port de Marly) appartenaient à François Bossuet. Il en avait en tout près d'une vingtaine tout autour de Paris, les rachetant aux plus grandes familles françaises ruinées, ce qui attira nombre de jalousies.
François Bossuet, secrétaire du conseil d'État du roi, direction et finances, acquit, par contrat passé le 28 juin 1656, pardevant Le Cat et Le Roux, notaires au Châtelet de Paris, de messires Philippe-Emmanuel de Gondi, comte de Joigny, seineur de Villepreux, prêtre de l'Oratoire, et Henri de Gondy, duc de Retz, chevalier des ordres du roi, capitaine de 400 hommes d'armes de ses ordonnances, seuls héritiers bénéficiaires de Jean-François de Gondi, leur frère et leur oncle, la baronnie de Marly-le-Chastel, et les seigneuries de Noisy, de Bailly et des Essarts. Il fit mettre ses armes, accolées de celles de Marguerite de Bauvran, sa femme, sur le fronton de la porte d'entrée principale du château de Noisy, et sur le haut de la façade dudit château, à la place de celles du maréchal de Retz.

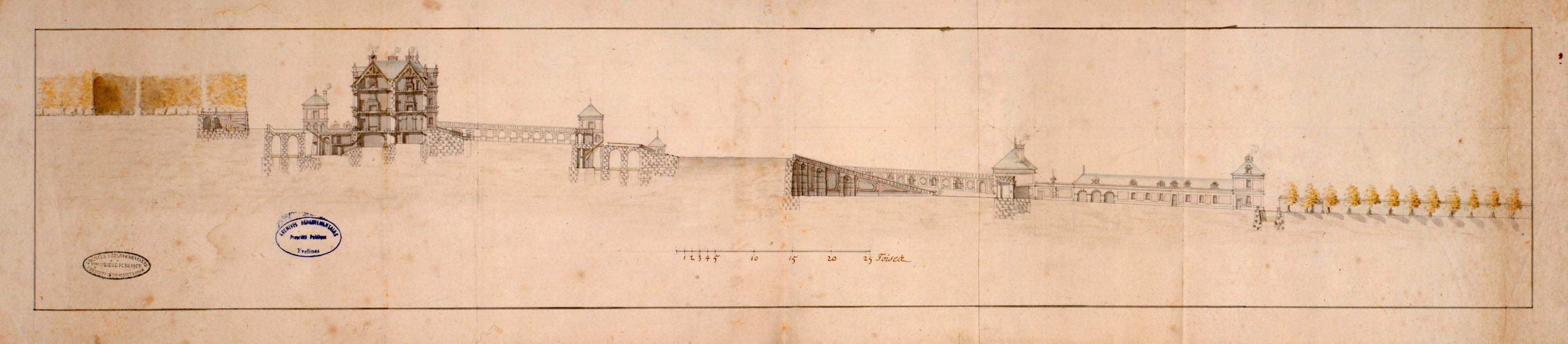
Coupe des terrasses du château de Noisy-le-Roi appartenant à Bossuet le riche

### Au moins dès 1659: seigneur de Louveciennes et Ville-d'Avray

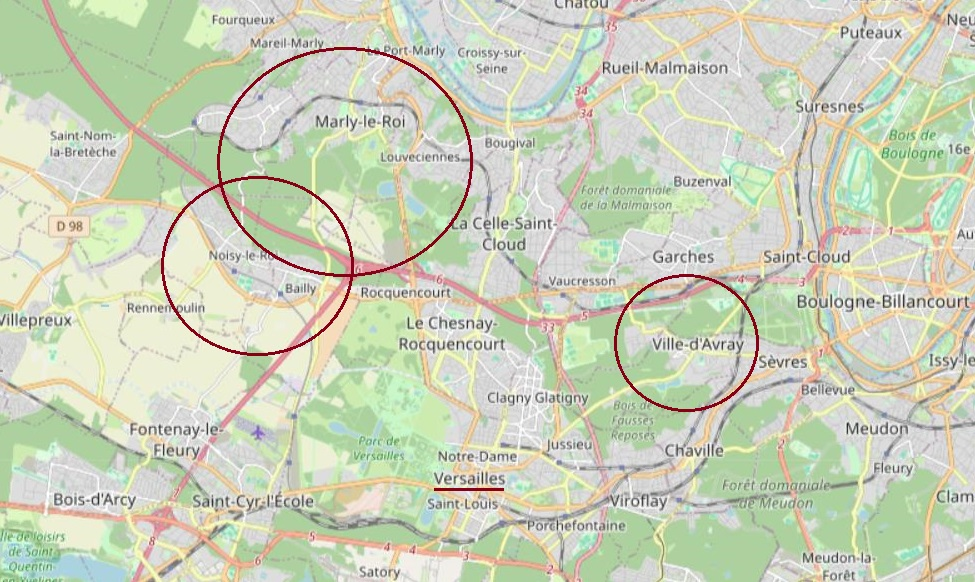
Schéma des terres possédées par François Bossuet dit le Riche, autour de Versailles, en 1660.

Il était aussi seigneur de Louveciennes et de Ville-d'Avray, au moins dès 1659.
En 1658, François Bossuet, "conseiller et secrétaire du Roi aux conseils et direction des finances" fait donation aux religieux du tiers ordre de Saint-François de Notre-Dame de Grâce à Picpus-lez-Paris, d'une somme de 3000 livres tournois, dont la rente sera payée annuellement à René de Paris, religieux dudit tiers ordre de Saint-François, durant la vie dudit René de Paris.

### Seigneur de Gennevilliers
Il possédait également la seigneurie de Gennevilliers et d'autres encore qu'il faudrait bien lister.

## 1661: sa ruine totale après l'arrestation de Nicolas Fouquet

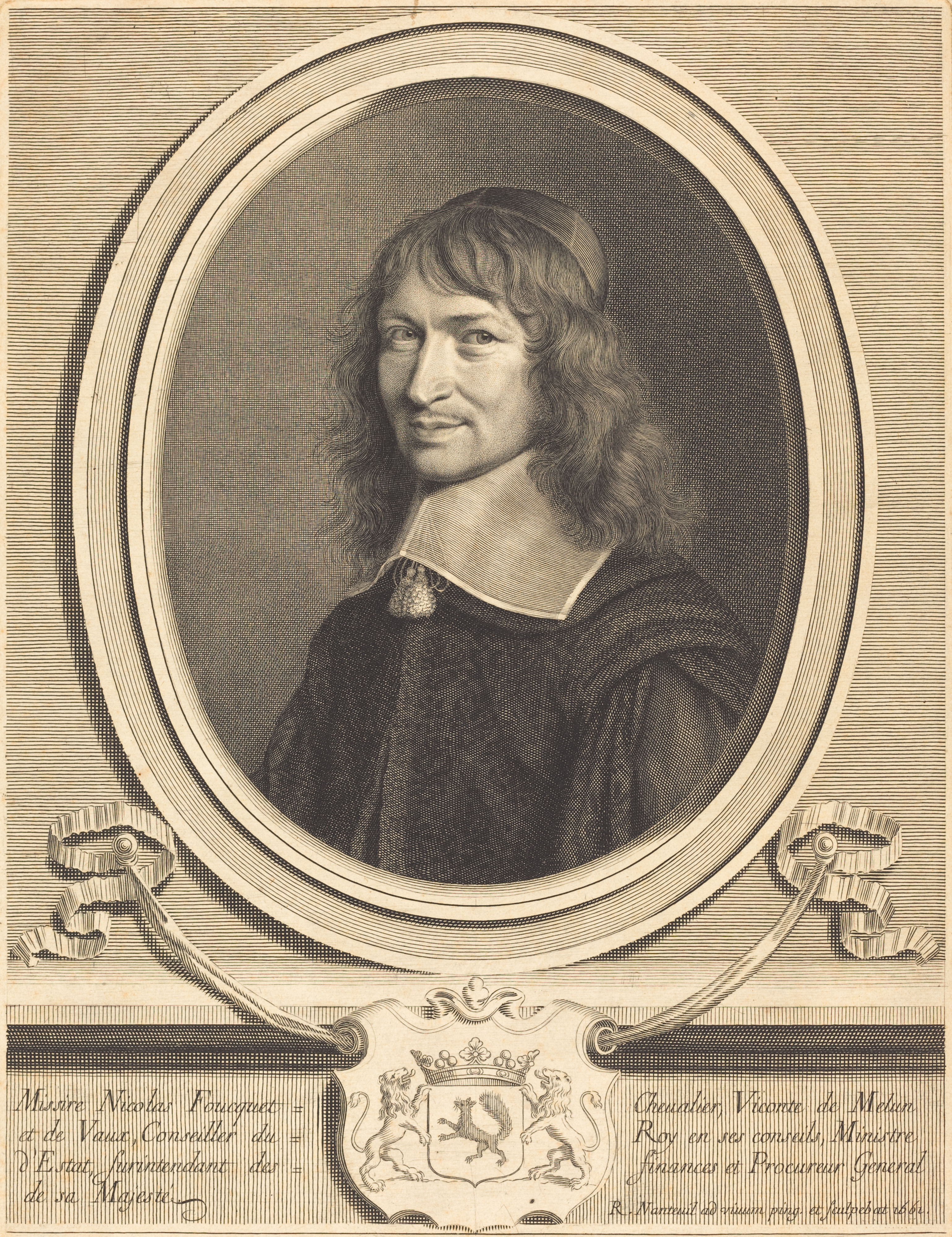
Nicolas Fouquet, par Nanteuil, 1661

Dans une lettre du 27 avril 1660, à Falconet, Guy Patin parle de la malédiction qui a frappé les financiers du royaume, et cite expressément Bossuet le riche comme l'un des grands argentiers de l'Etat, au même titre que d'autres grands noms de la finance :  
"Les sages remarquent que la malédiction qui tombe tous les jours sur les familles de ceux qui ont gouverné les finances de la France depuis quarante ans ; témoins celles du maréchal d'Effiat, de Bullion, Bouthillier, Fieubet, Bossuet, du président de Maisons, de feu M. Servien, d'Emery et autres, qui ont été les bourreaux et les sangsues de ce royaume depuis tant d'années". 
Bossuet le riche était donc en suspicion parce que gens de finance, avant la chute du Surintendant. 
Bossuet le riche, comme Fouquet, peut tout à fait être la victime de rumeurs de la part de Colbert, intendant de Mazarin, Colbert ayant orchestré la chute du Surintendant Fouquet pour esquiver ses responsabilités dans le vol organisé de l'Etat pour enrichir Mazarin, puis créer le "réseau financier Colbert", pour piller l'Etat, ainsi que l'a démontré l'historien Daniel Dessert dans plusieurs de ses livres méticuleux. 
A l'arrestation de Fouquet, le 5 septembre 1661, à Nantes, Bossuet le Riche fut ruiné. Il était en effet du premier cercle de Fouquet. Les scellés sont apposés sur ses papiers. Il avait géré durant plus de 30 ans les cercles de finance de France.
Tous ses biens, en même temps, ayant été mis sous séquestre, ses revenus saisis, et ses gages retenus, d'avids créanciers, aussitôt, étaient venus fondre sur lui tous ensemble, le menaçant de la prison, et demandant à grands cris la mise en décret de tous ses domaines.
Dans un acte daté du 17 janvier 1662, François Bossuet  est dit "seigneur de Noisy et autres lieux, conseiller ordinaire du roi en son Conseil, demeurant rue et proche la grande écurie du roi, paroisse Saint-Germain-l'Auxerrois".
C'est dans ce contexte que son cousin, Jacques Bénigne Bossuet, prêche au Carême du Louvre, devant la Cour, en 1662, et notamment un sermon sur le mauvais riche.

Un "Etat des dettes de François Bossuet, conseiller du roi en ses conseils, secrétaire du Conseil d'Etat et direction et finances de Sa Majesté veuf de Marguerite de Bauvran" est établi le 1er février 1665. Il doit résigner sa charge principale au Conseil, après qu'on eut inventorié ses papiers et examinés ses comptes. Il fut déclaré redevable envers le Trésor de sommes énormes : 80.000 pour un article, 55.000 livres pour un autre, 30.000 livres pour un troisième. Un autre encore montait à 666.828 livres, sans parler d'autres condamnations pécuniaires, qui ensemble s'élevaient à des millions de livres ! Il fut gardé à vue par quatre archers dans sa demeure. Il fut réduit à vendre jusqu'à son lit. Il écrit à Colbert :  
"ne sachant de quel bois faire flèche : n'ayant plus d'autre ambition que de payer les créanciers ; après quoi, je ne me soucierai plus de mourir". 

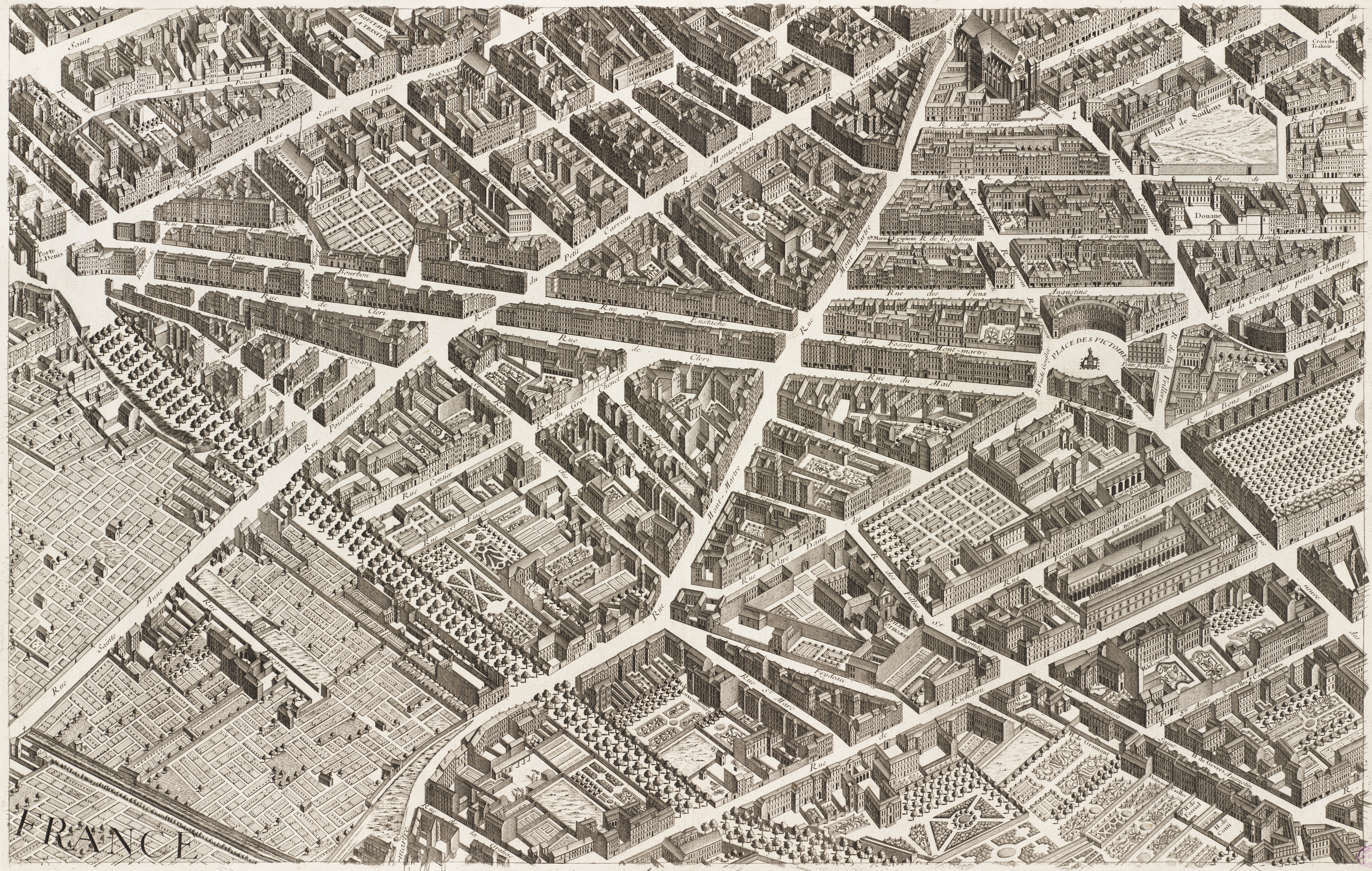
Le couvent des Petits Pères (Augustins), près la place des victoires, où vécut Bossuet le riche à la fin de sa vie

Il se vit obligé de se retirer à Notre-Dame-de-Bon-Repos, petite chapelle située au bas du village de Bailly, à côté de laquelle il avait fait bâtir une très-petite maison, où il demeura quelque temps ; il donna plusieurs héritages à cette chapelle, et la dota, en 1664, de 90 francs de rente, à la charge par le curé de Noisy, de dire à son intention une messe basse tous les samedis, et de distribuer en même temps 10 sols aux pauvres enfants de Noisy et de Bailly.
Puis il est obligé d'aller vivre chez les Augustins déchaussés de la place des Victoires.
En 1672, François Bossuet donne une cloche à l'église de Marly-le-Chastel (Marly-le-Roi), elle fut nommée Marguerite, du nom de sa fille.
Il meurt en 1675, sans postérité mâle, sauvé de la misère et de la déchéance  par une rente royale de 6.000 livres annuelle, trop modeste pour lui, à laquelle son cousin Jacques Bénigne Bossuet qui lui devait  son introduction auprès du roi n’était certainement pas étranger.
Juste après la mort de François Bossuet de Villers en 1675, Louis XIV acquit le 20 mai 1676 précisément et par décret au parlement de Paris, la terre et la seigneurie de Marly le Chatel et les seigneuries de Noisy et Bailly et réunit le tout à la terre et seigneurie de Versailles. Il put enfin créer sans limites le Grand Parc de Versailles.

## Liens
Nicolas Fouquet (1615-1680), Surintendant des Finances de 1653 à 1661
Jacques-Bénigne Bossuet (1627-1704), évêque de Meaux, cousin de Bossuet le Riche
Barthélemy Hervart, contrôleur général des Finances, de 1657 à 1665